# Sprint Sanierung
Die Sprint Sanierung GmbH ist ein Kölner Unternehmen, dessen Schwerpunkte in der Sanierung und Renovierung nach Brand-, Wasser- und Sturmschäden sowie nach Schäden durch Einbruch und Vandalismus liegen. Sprint ist das größte deutsche Unternehmen im Segment der Sanierung sogenannter Massenschäden. Dabei übernimmt das Unternehmen alle Arbeiten von der Planung bis zur handwerklichen Ausführung und koordiniert dabei sämtliche der beteiligten Gewerke. Darüber hinaus leistet Sprint Ersthilfe- und Notdiensteinsätze.

## Geschichte
Das Unternehmen wurde 1973 mit den Geschäftszwecken Reinigung von Teppichen, Teppichböden und Polstern in Düsseldorf gegründet. Bis 1978 entwickelte sich Sprint zum Fachunternehmen für die Sanierung von Brand- und Wasserschäden. Nach der Gründung weiterer Niederlassungen bot Sprint mit der „Einführung in die Sanierungspraxis“ erstmals ein Fachseminar für die Versicherungswirtschaft an.
1985 importierte das Unternehmen erste Geräte zur Geruchsbehandlung aus den USA. Auf Initiative von Sprint wurde 1987 der FSU als „Fachverband für Sanierung und Umwelt“ gegründet. 1994 erhielt das Sprint-Verfahren zur Dekontamination von Dioxinen und Furanen das Europapatent. Parallel führte das Unternehmen einen neuen Service für die Reparatur von Fenster- und Türprofilen aus Holz und Kunststoff mit Hilfe von Schellack und Hartwachsen ein.
Bis zum Jahr 1999 wurden weitere Niederlassungen gegründet und das Unternehmen wurde einer umfangreichen Restrukturierung unterzogen. Darauf folgte die Eröffnung des zentralen Service-Centers in Köln und die Einführung eines digitalen Workflow-Systems auf Basis der digitalen Schadenakte „SESAM“. Über das System werden die Arbeitsabläufe zwischen dem Sanierungsunternehmen und der Versicherungswirtschaft gesteuert, indem die Niederlassungen den Fortgang ihrer Arbeiten dokumentieren. Regulierer, Sachverständige und Innendienstmitarbeiter der Versicherungen könnten die Fortschritte der Sanierung während der Durchführung verfolgen.
Während des Elbehochwassers 2002 waren fast ein Drittel der Sanierungsfachkräfte im Katastrophengebiet im Einsatz. 2003 wurden die Fachbereiche "Reparatur von Glasschäden" sowie "Blitz- und Überspannungsschäden" eingerichtet. Im gleichen Jahr publizierte Sprint ein Fachbuch zur Trocknungstechnik.
Unter dem Namen „We dry harder“ führte Sprint 2004 als erstes Sanierungsunternehmen in Deutschland eine bundesweite Roadshow zum Thema „Trocknungstechnik“ durch. 2007 folgte mit „Projekt Phoenix“ (Brandschadensanierung) die zweite, 2009 mit „InnoValues“ („Mit Innovationen Werte schützen“) die dritte Roadshow.
2005 gründete das Unternehmen unter dem Namen „Sprint-Industry“ einen neuen Fachbereich für die Sanierung industrieller Großschäden. Ein Jahr später sanierte Sprint-Industry erstmals industrielle Großschäden im europäischen Ausland. Unter der Marke „SAFE“ bietet Sprint-Industry neben den Sanierungsleistungen ein Präventionsprogramm an, mit dem Risikopotentiale in Unternehmen aufgedeckt werden sollen, bevor es zu Schäden kommt.
Ebenfalls 2005 wurde die „Sprint-Akademie“ ins Leben gerufen und begann mit der Schulung von Regulierern und Sachverständigen. Die Sprint-Akademie dient zugleich der einheitlichen Schulung der Sprint-Fachkräfte und damit der Sicherung eines bundesweiten Serviceniveaus.
Vor allem der Information von Fach- und Führungskräften der Versicherungsbranche dient das 2008 ins Leben gerufene „Forum Praxis“. Die Veranstaltung, die neben Fachvorträgen auf die Demonstration von Technologien und Verfahren setzt, findet seither jährlich statt.
Mit dem „SprintCast“ begann Sprint als erstes Unternehmen der Branche 2009 eine Serie von Video-Podcasts, in denen Sanierungsverfahren oder innovative Technologien vorgestellt werden. Die Podcasts stehen im Internet zum freien Download zur Verfügung.
Zwischen 2009 und 2011 nahm Sprint am bundesweiten Wettbewerb "Deutschlands kundenorientierteste Dienstleister" teil. 2011 erreichte das Unternehmen den 10. Platz. Ab 2012 wurde dann eine Zertifizierung der Servicequalität durch den TÜV Nord vorgenommen. Seither wirbt das Unternehmen mit dem TÜV-Siegel „Geprüfte Servicequalität“.
2011 legte das Unternehmen mit der „Richtlinie zur Erkennung, Bedeutung und Sanierung mikrobiellen Befalls in Innenräumen“ ein zweites Fachbuch vor, an dessen Erstellung ein unabhängiger, wissenschaftlicher Beirat beteiligt war.
Mit dem „Mobilen Schadenmanagement“ öffnete Sprint 2012 ein neues Kapitel in der Sanierung. Mit Hilfe einer eigens entwickelten App, die unmittelbar auf das hauseigene Workflow-System SESAM aufsetzt, ist Sprint als erstes Unternehmen der Branche in der Lage, den Sanierungsprozess parallel digital in Echtzeit abzubilden. Wichtige Informationen sind als sogenannte Initialberichte für alle Beteiligten sofort verfügbar. Entscheidungen können dadurch schneller getroffen und Schäden in ihrem Ausmaß begrenzt werden.